# Stadtkirche Brüel

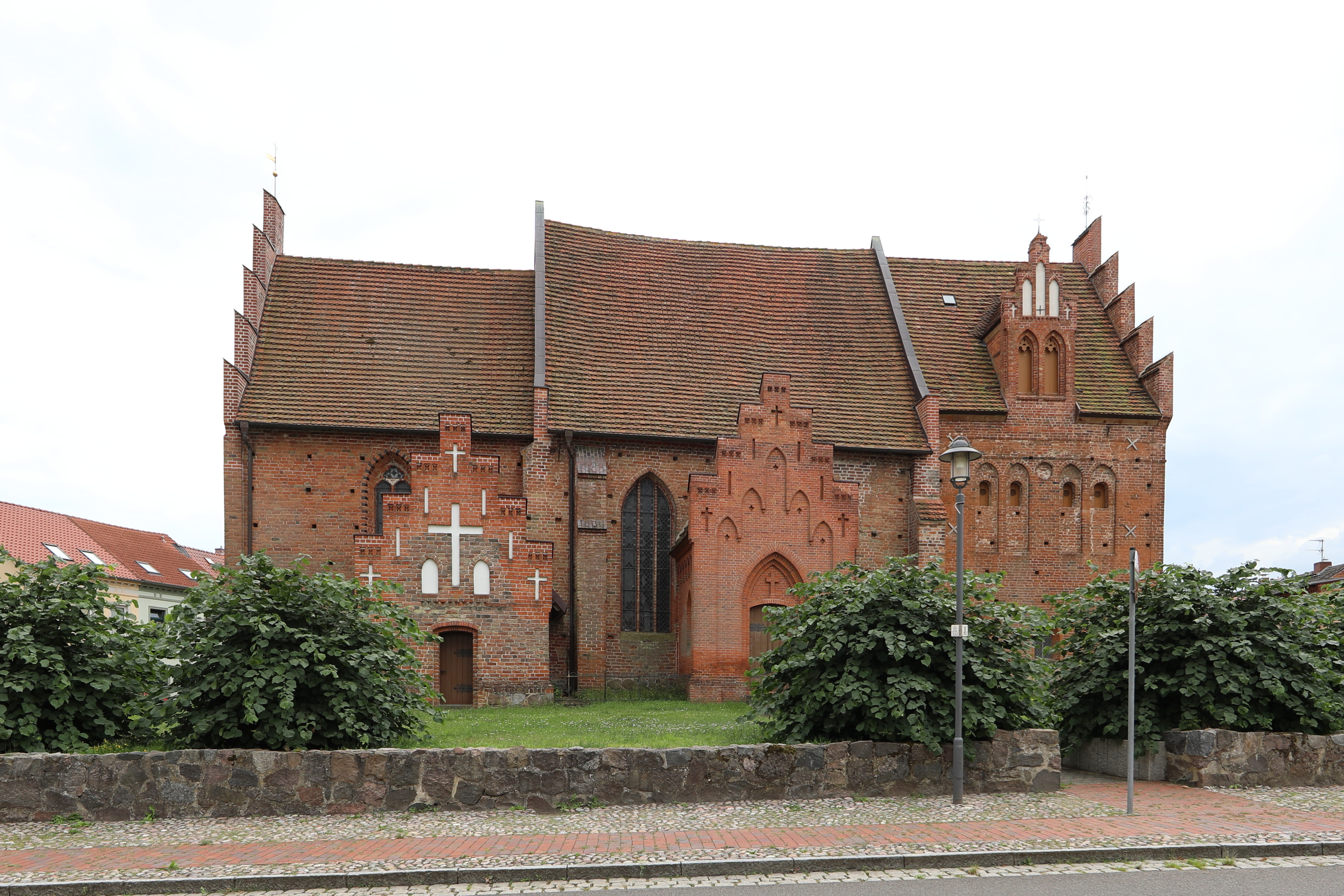
Die Stadtkirche von Brüel (2021)

Die Stadtkirche Brüel ist ein denkmalgeschützter Backsteinbau in Brüel im Landkreis Ludwigslust-Parchim in Mecklenburg-Vorpommern. Die Kirchengemeinde Brüel gehört zur Propstei Wismar im Kirchenkreis Mecklenburg der Evangelisch-Lutherischen Kirche in Norddeutschland.

## Geschichte

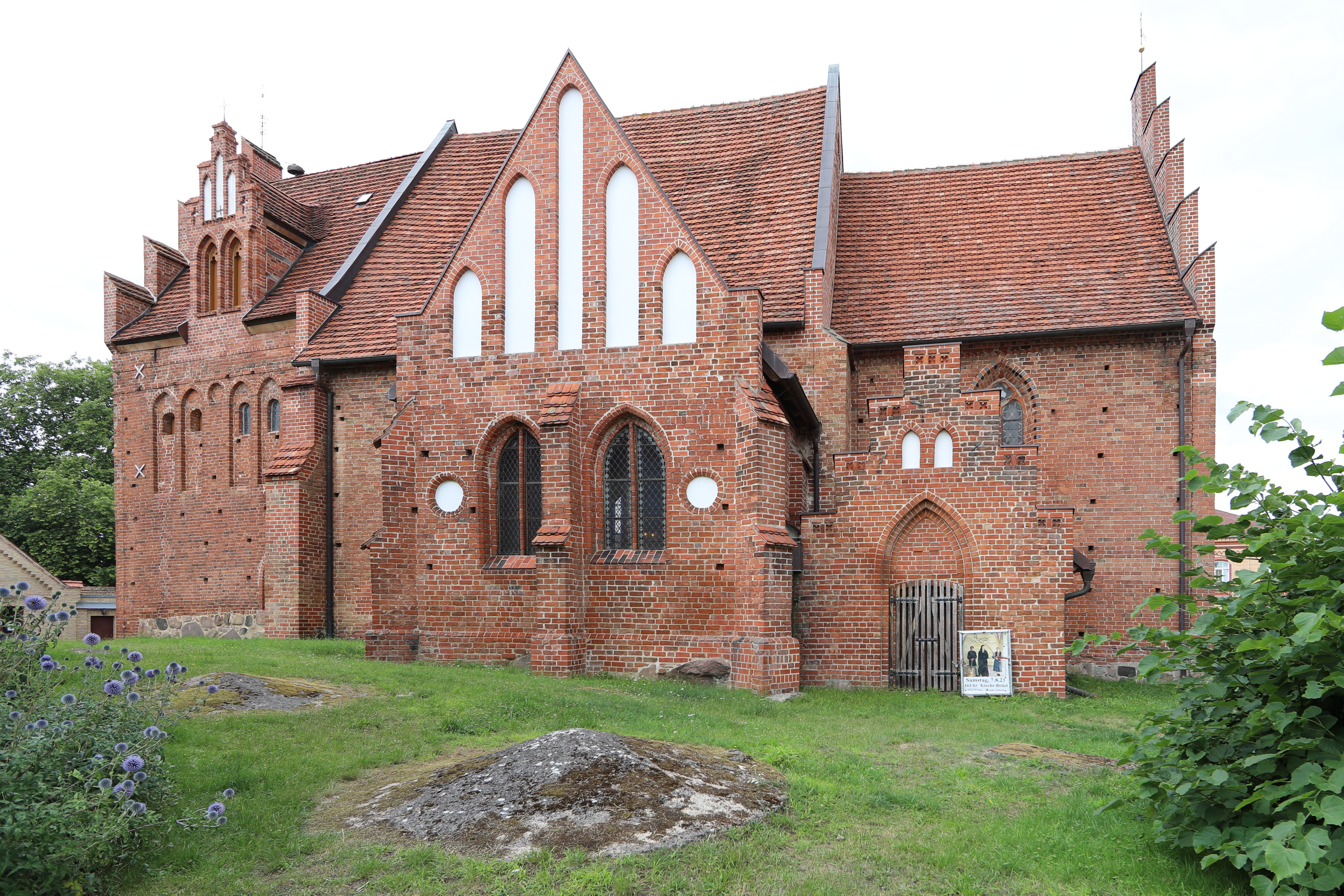
Südseite der Stadtkirche (2021)

1222 wurde Brüel bei der Gründung der Antoniterpräzeptorei durch Fürst Heinrich Borwin I. im nahen Tempzin erstmals erwähnt. Unter den Zeugen wurde auch der Geistliche Theoderich in Brüel (Theodericus sacerdos in  Bruil) genannt. Ein früher Kirchenbau zu Brüel ist nicht belegt. Nach der Überlassung verschiedener Gerechtsame in den Kirchspielen Brüel, Penzin und Sülten durch die Fürsten Albrecht und Johann 1344 an die von Bülow wird vermutet, dass die Landesherren als Patrone der Kirche zu Brüel auch deren Gründer waren. Die Kirche zu Brüel nahm am 5. Januar 1266 an der bekannten großen Brot- und Weinspende teil, die der fromme Fürst Heinrich der Pilger stiftete. Um diese Zeit bezog auch der Domherr Ulrich vom Schweriner Domkapitel Einkünfte aus der Brüeler Pfarre, denen er nach dem Eintritt in den Franziskaner-Orden 1271 entsagte.
Das Stadtrecht erhielt der neben einer Burganlage entstandene Ort erst 1340 von Reimer von Plessen, und er blieb bis ins 18. Jahrhundert im Besitz der feudalen Stadtherren. Im Mittelalter gehörte Brüel zum Bistum Schwerin. Die von Plessen blieben, bis auf kurze Verpfändungsperioden an die Antoniter in Tempzin und die von Levetzow, über zweihundertfünfzig Jahre lang im Pfandbesitz von Brüel und erwarben sich um die Kirche verschiedene Verdienste. Die Kirche zu Brüel bewahrt noch heute ein lebensgroßes an der Nordwand gemaltes Bild Heinrich von Plessen mit seiner Gemahlin. Die Herrschaft der von Plessen endet 1611 mit dem Verkauf der Lehngüter Brüel und Bibow an Detlev von Warnstädt. Dessen Gattin Anna Maria, geborene von Pederstorf stiftete als Wohltäterin 1624 die Kanzel in der Brüler Kirche. Schon 1665 wurde Gottlieb von Hagen Rechtsnachfolger und ab 1680 hatte Georg Christoph von Kohlhans auch das Kirchenpatronat inne. Er wird auch als Stifter des Brüler Armenhauses bezeichnet. am 7. Januar 1702 übernahm dann Christian Schlottmann von Freiburg den Besitz zu Brüel mit dem Patronat.
Von den Brüeler Geistlichen im Mittelalter wurden 1455 Hinrik Putlist und 1479 Hinrich Mögekop genannt.

## Baugeschichte

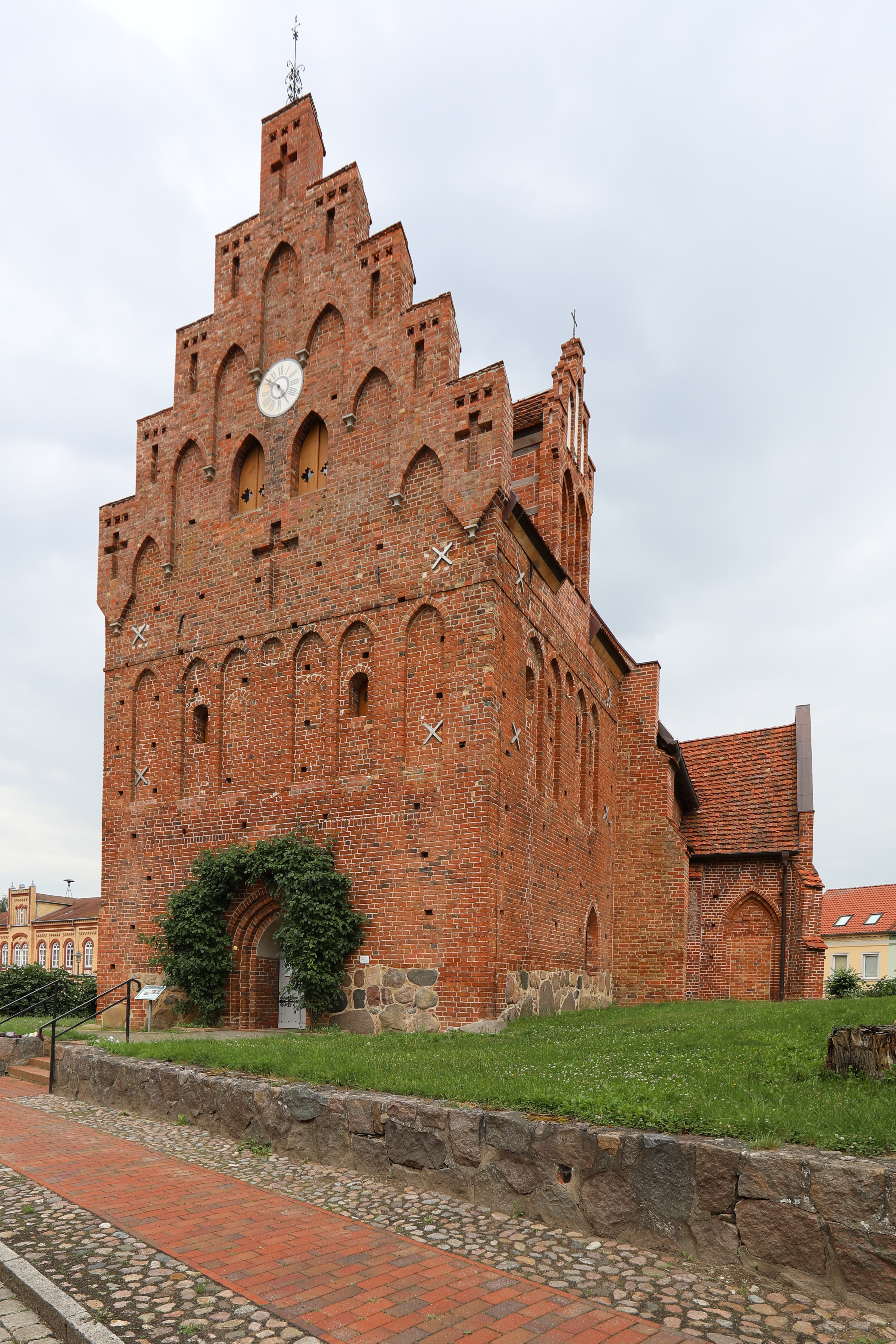
Westgiebel (2021)

Die Kirche liegt am südlichen Rand des langgestreckten Straßenmarktes. Ihr heutiger Bau entstand bereits im dritten Viertel des 13. Jahrhunderts und wurde in mehreren Etappen bis Anfang des 15. Jahrhunderts fertiggestellt. Die etwas gedrungene einschiffige Stadtkirche mit dem zweijochigen Langhaus ist eine Backsteinkirche auf Feldsteinsockel ohne Kirchturm im Übergangsstil von der Romanik zur Gotik. Belegt ist die Bauzeit des Kirchenschiffs um 1373.

### Das Äußere
An einen quadratischen Chor, der 1421 erneuert wurde, schließt sich das aus gleichem Material errichtete einschiffige, zweijochige Langhaus an. Der Chorgiebel wurde durch Blenden und ein eingetieftes Kreuz besonders aufwendig verziert.
Die Fensterleibungen der schlanken, spitzbogigen Fenster und das südliche Chorportal sind mit im Wechsel angebrachten glasierten und unglasierten Ziegeln geschmückt. Anstelle des Turmes wurde um 1415 ein Anbau am Westgiebel mit Blenden und kleinen Blendenkreuzen errichtet. Die Dächer wurden als Satteldach ausgeführt. Beim staffelförmigen Giebelabschluss von Chor- und Turmfassade handelt es sich um eine Hinzufügung während der Erneuerungen von 1860 bis 1868.

### Das Innere
Das Kircheninnere mit seinen gedungenen Proportionen ist kreuzrippengewölbt. Chor und Langhaus trennt ein gedrückt spitzbogiger Triumphbogen.
Bei der letzten Restaurierung 1967 wurden Gewölbemalereien freigelegt und die Ausstattungsstücke kommen nun wieder besonders zur Geltung. An der Nordwand des Langhauses neben der Kanzel befindet sich ein Wandbild in Lebensgröße von Heinrich von Plessen und seiner Gemahlin Abel von Lützow aus dem 16. Jahrhundert. Von Plessen in der Hand ein Lanze, seine Frau ein Rosenkranz, kein Perlenband, haltend, verdient als kulturgeschichtliches Denkmal besondere Beachtung. Aus mittelalterlicher Zeit stammt der um 1550 geschaffene überlebensgroße geschnitzte Kruzifix der ehemaligen Triumphkreuzgruppe.
 Altar
Von 1753 stammt der hölzerne barocke Altaraufsatz mit großem Kruzifix zwischen der Säulenstellung. Die seitlichen Figuren stellen links Moses mit den Gesetzestafeln und rechts Johannes der Täufer dar, als Bekrönung der triumphierende Christus. In der Predella ist das Abendmahl dargestellt. Der Patron Schlottmann von Freiburg ließ den Altar 1753 aufstellen.
Kanzel 
Bemerkenswert die gut erhaltene Renaissancekanzel von 1624 mit qualitätsvoller Schnitzarbeit. Am Korb Hermenpilaster und Tugendfiguren, dazwischen die Evangelisten und am Schalldeckel Renaissanceornamente. Anna Marie von Petersdorff, Kammerjungfer der Herzogin Anna von Mecklenburg, heiratete 1610 Hauptmann Detlev von Warnstädt, der 1611 das Lehngut Brüel kaufte. Anna Maria stiftete als große Wohltäterin 1624 der Kirche zu Brüel neben einem Predigerstuhl nebst Klingelbeutel die Renaissancekanzel zum Gedächtnis an ihren Mann.
Grabplatte, Epitaph
Unter dem Chor befindet sich die Grabplatte aus Sandstein und mit den Wappen von Bogislav Ernst von Petersdorff und seiner zweiten Frau Anna Maria von Warnstädt von 1690. Die Grablege wurde bereits 1686 geschaffen. Bogislav Ernst von Pederstorff war Herzoglich mecklenburgischer Landrat, Hofgerichtsassessor und Amtshauptmann zu Lübz und Crivitz.
Das geschnitzte, mit rahmenden kleinen Medaillonbildchen versehen und bemalte Epitaph von Levin Detlev von Petersdorff wurde am 15. Juni 1688 von den Eltern als Gedächtnismal gestiftet. Er ist 23-jährig als Leutnant im Herzoglich braunschweigisch-lüneburgisch-cellischen Regiment von Francke im Feldzug gegen die Türken am 15. Oktober 1685 in Mähren an einer Infektion verstorben.
 Orgel 

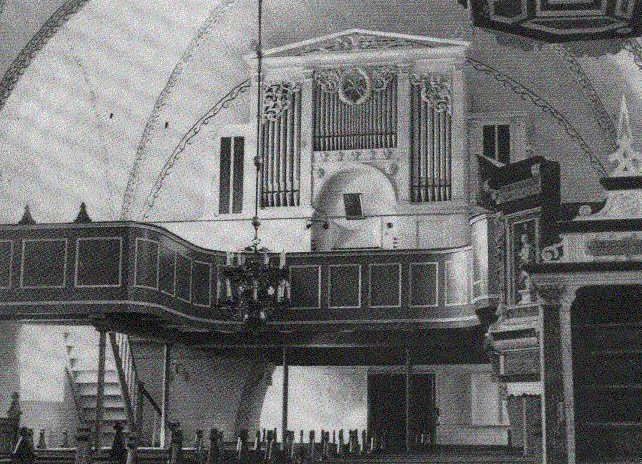
Winzerorgel in Brüel (1985)

In der Brüeler Kirche befindet sich heute eine der letzten Orgeln des Orgelbaumeisters Friedrich Wilhelm Winzer. Eine ältere Vorgängerin wurde in dem Plessen'schen Fundationsbrief vom 2. Februar 1502 erwähnt.
Die heutige Orgel wurde 1843 erbaut. Das Instrument befindet sich in einem weißen, klassizistischen Prospekt, der mutmaßlich von dem Architekten Tischbein aus Warin entworfen wurde. Das Schleifladen-Instrument wurde 1993 durch die Orgelbaufirma Schuke restauriert. Es hat sieben Register auf einem Manual, und daraus fünf Transmissionen in das Pedal. Die Trakturen sind mechanisch.
| Manualwerk C–f3 |                               |       |
| 1.              | Bordun                        | 16′   |
| 2.              | Principal                     | 8′    |
| 3.              | Hohlfloete                    | 8′    |
| 4.              | Viola di Gamba (B) Fugara (D) | 8’ 8′ |
| 5.              | Gedact                        | 8′    |
| 6.              | Octave                        | 4′    |
| 7.              | Mixtur III                    | 2’    |

| Pedalwerk C–d1 |                          |     |
| 8.             | Subbaß (aus Nr. 1)       | 16′ |
| 9.             | Principalbaß (aus Nr. 2) | 8′  |
| 10.            | Violoncello (aus Nr. 4)  | 8′  |
| 11.            | Gedactbaß (aus Nr. 3)    | 8′  |
| 12.            | Octave (aus Nr. 6)       | 4′  |

Glocken
In dem Westturm befindet sich ein Dreifelder-Glockenstuhl, der Heute noch zwei wertvolle Glocken trägt. Um 1900 hingen drei Glocken im Turm. Die Größte davon wurde von dem Rostocker Gießer Johann Valetin Schultz 1799 gegossen und hing im östlichen Fach des Glockenstuhls. Diese musste leider in einem der beiden Weltkriege abgegeben werden.

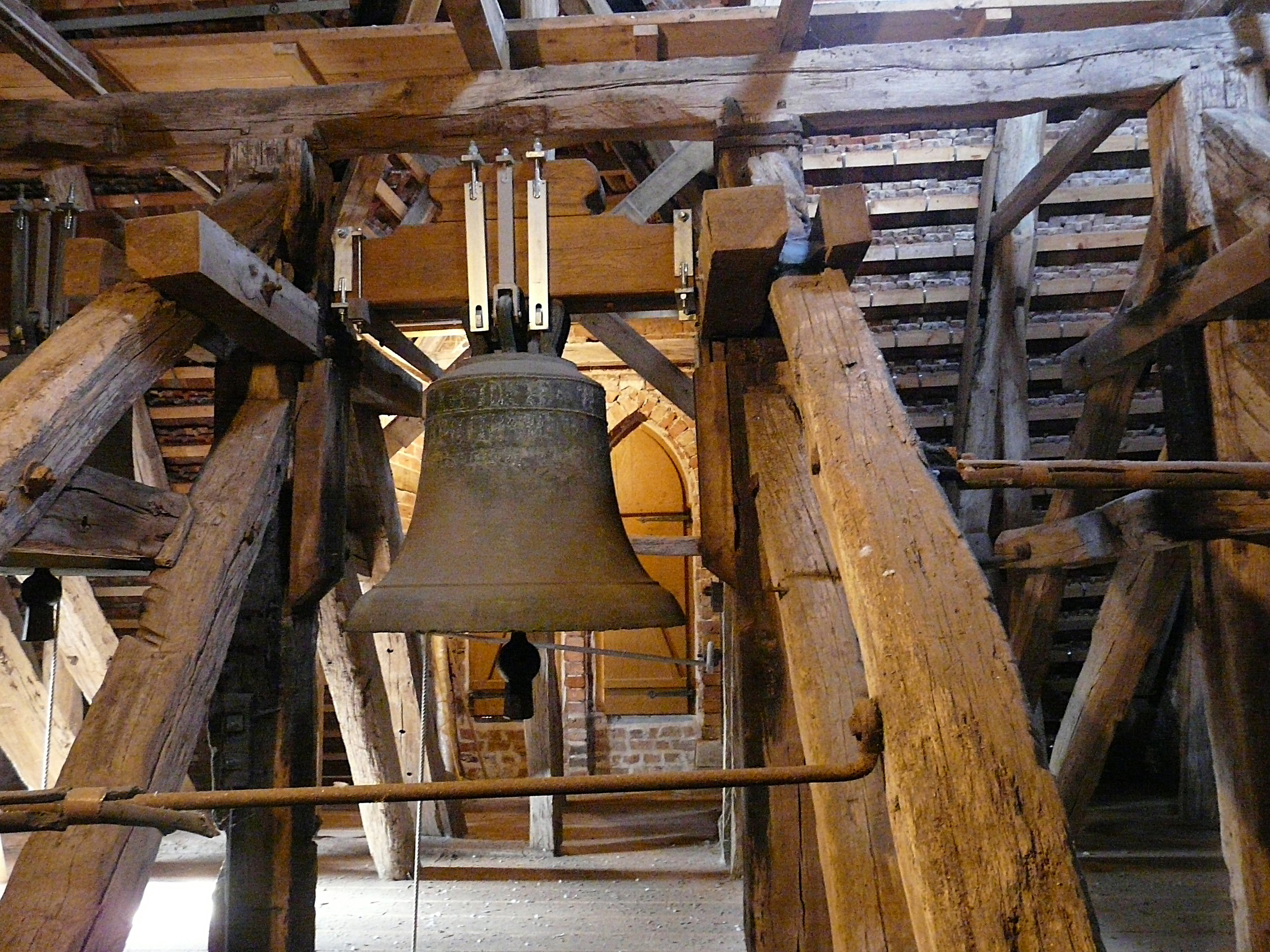
Der Glockenstuhl im Turm

Außerdem gab es vor der Schultz-Glocke noch eine Vorgängerglocke aus dem Jahre 1588.
Zwei spätmittelalterliche Glocken sind heute noch erhalten. Die erste Glocke ist die älteste Glocke des Geläuts und wurde am 12. Oktober 1382 gegossen. Sie ist wohl eine Stiftung des ersten Reimar von Plessen, welcher nach 1377 der Herr von Brüel wurde. Diese hängt im mittleren Gefach des Glockenstuhls und besaß den Namen „Bleyhoob“.
Die zweite Glocke stammt aus dem Jahre 1504 und hängt im westlichen Gefach des Glockenstuhls. Sie besitzt außerdem ein Gießerzeichen eines bisher unbekannten Gießers.
2018 mussten die beiden Glocken außer Betrieb genommen werden, da die Holzjoche zu schwach dimensioniert und gerissen waren, die erste Glocke falsch herum am Joch montiert wurde und es beim Läuten ruckelte. Udo Griwahn vom Turmuhren- und Läuteanlagenbau sanierte das Geläut. Zweieinhalb Jahre später konnten die Glocken wieder mit neuen Holzjochen und Klöppeln geläutet werden.
| Glocke                              | Nominal     | Gießer                                        | Gussjahr | Durchmesser        | Gewicht           |
| ----------------------------------- | ----------- | --------------------------------------------- | -------- | ------------------ | ----------------- |
| Vorgängerglocke                     | -           | wohl Reimar von Plessen (s. Inschriften/Zier) | 1588     | -                  | -                 |
| Große Glocke (nicht mehr vorhanden) | vmtl. d'-f' | Johann Valentin Schultz                       | 1799     | vmtl. 1300-1150 mm | vmtl. 1200-780 kg |
| Erste Glocke (Bleyhoob)             | g'          | -                                             | 1394     | 1100 mm            | 870               |
| Zweite Glocke                       | h'          | (mecklenburgisch)                             | 1504     | 860 mm             | 435               |

Inschriften/Zier
Vorgängerglocke:
VERBVM DOMINI MANET IN AETERNVM REIMARVS PLESS ME FIERI FECIT 1588 PASTORE WIGGERT
Übersetzung: DAS WORT DES HERRN BLEIBT FÜR IMMER REIMAR VON PLESSEN HAT MICH MÖGLICH GEMACHT 1588 DURCH PASTOR WIGGERT
Große Glocke (nicht mehr vorhanden):

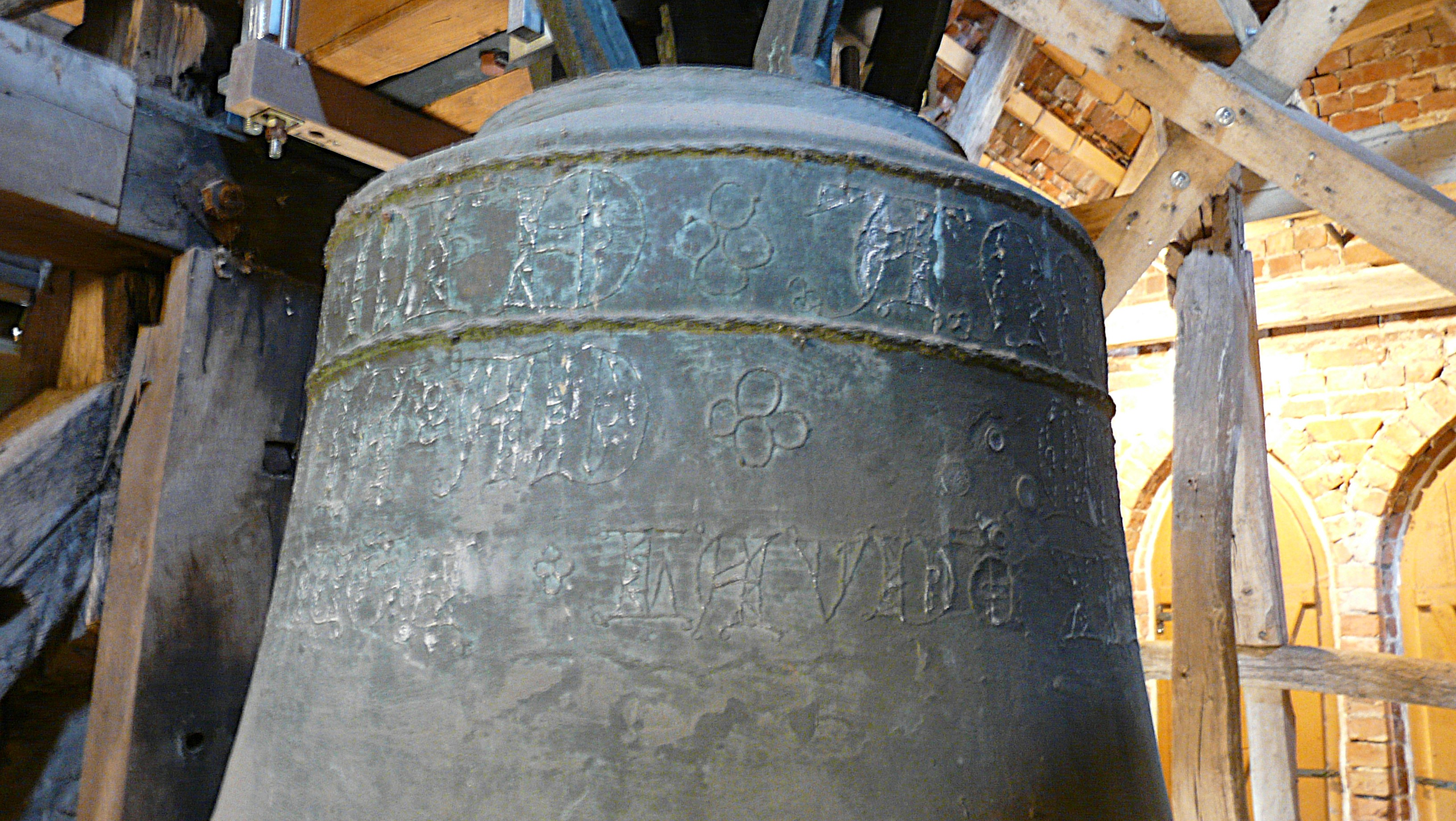
Majuskel-Inschrift auf der Ersten Glocke

SOLI DEO GLORIA · R · V · PLESSEN 1588 PER WIGGERT ME FIERI DUX FRIEDERICUS FRANCISCUS SCISSAM ME PER KLOTZ 1799 REFUNDI FECIT · J · V · SCHULTZ ROSTOCK ·
Übersetzung:
EHRE GEBÜHRT GOTT ALLEIN · R · V · PLESSEN 1588 SCHUF MICH DURCH WIGGERT HERZOG FRIEDRICH FRANZ LIEß MICH DURCH KLOTZ ZERREIßEN 1799 NEUGEGOSSEN VON J · V · SCHULTZ
ROSTOCK ·

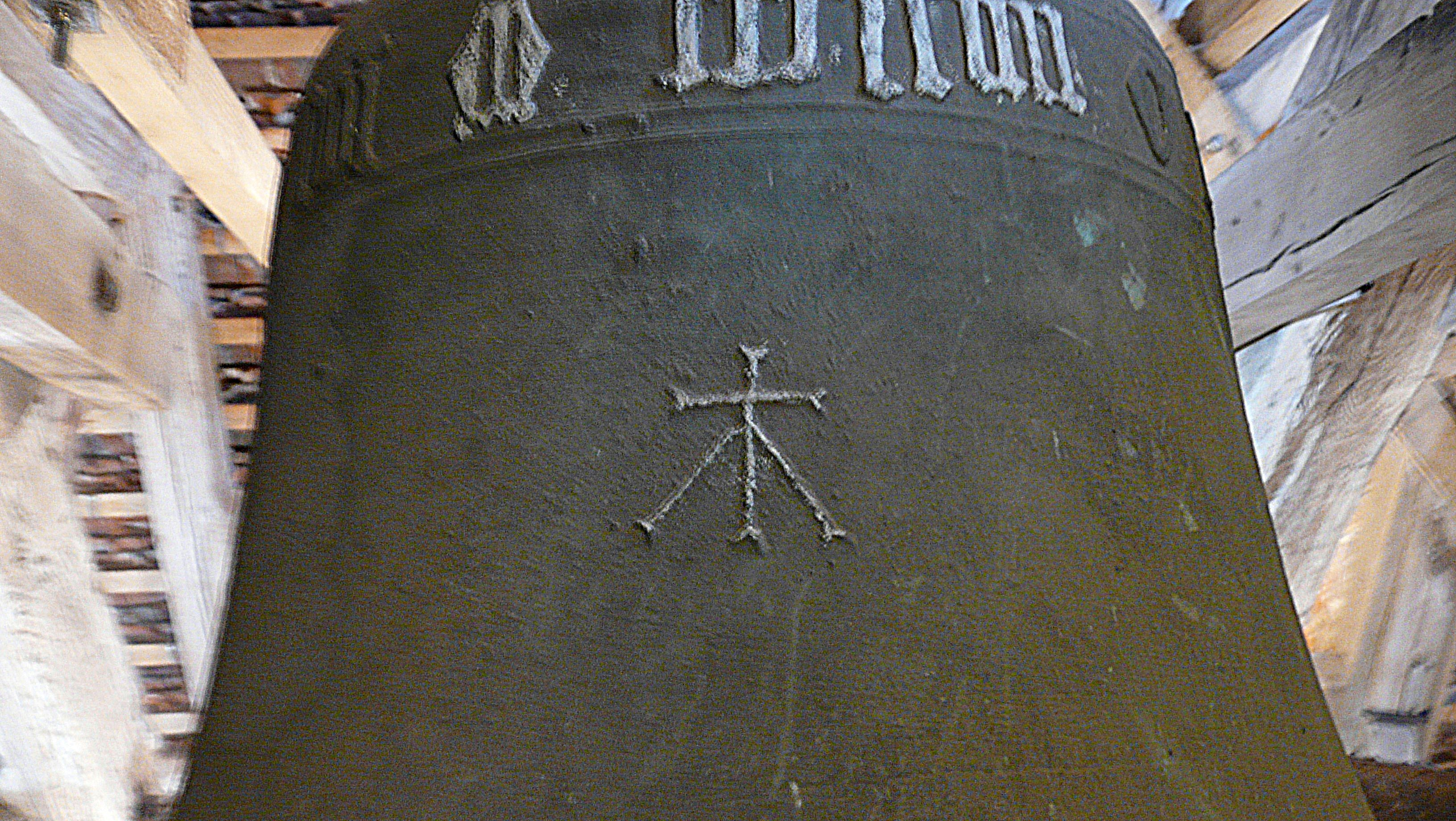
Gießerzeichen auf der Flanke der Zweiten Glocke

Erste Glocke (Bleyhoob): Am Hals eine dreiteilige Inschrift in sehr schönen, gotischen Majuskeln. Die oberste Inschrift zwischen zwei bandartigen Rundstegen:
ANNO ᛭ D(OMI)NI ᛭ M ᛭ CCC ᛭ LXXX II ᛭ XII ᛭ DIE ᛭៙៙
MESIS ᛭ OCTOBR ᛭ FUSA ᛭ E(ST) ᛭ H(EC) ᛭ CA(M)PANA ᛭ AD ᛭៙៙᛭
᛭ LAUDE ᛭ XPI(Christi) ᛭ FILII ᛭ DCI ᛭ VIVI ᛭ ET ᛭ MATS ᛭ SUC ᛭ MARIE ᛭ B(E)N(E)DICTE ᛭
Übersetzung: IM JAHRE ᛭ DES HERRN ᛭ M ᛭ CCC ᛭ LXXX II ᛭ AM XII ᛭ TAG ᛭៙៙
DES MONATS ᛭ OKTOBER ᛭ WURDE ᛭ DIESE ᛭ GLOCKE ᛭ GEGOSSEN ᛭៙៙᛭
᛭ LOBET ᛭ CHRISTUS ᛭ SOHN ᛭ DES ᛭ LEBENDIGEN GOTTES ᛭ UND ᛭ DER ᛭GESEGNETEN ᛭ MARIA ᛭
Auf dem Wolm ein kräftiger, bandartiger Rundsteg.
Zweite Glocke: An der Schulter zwischen zwei paar Rundstegen Inschrift in gotischen Minuskeln:
O rex glorie xpe(Christe) veni cum pace an(n)o d(omi)ni M cccCCiiii
Übersetzung:

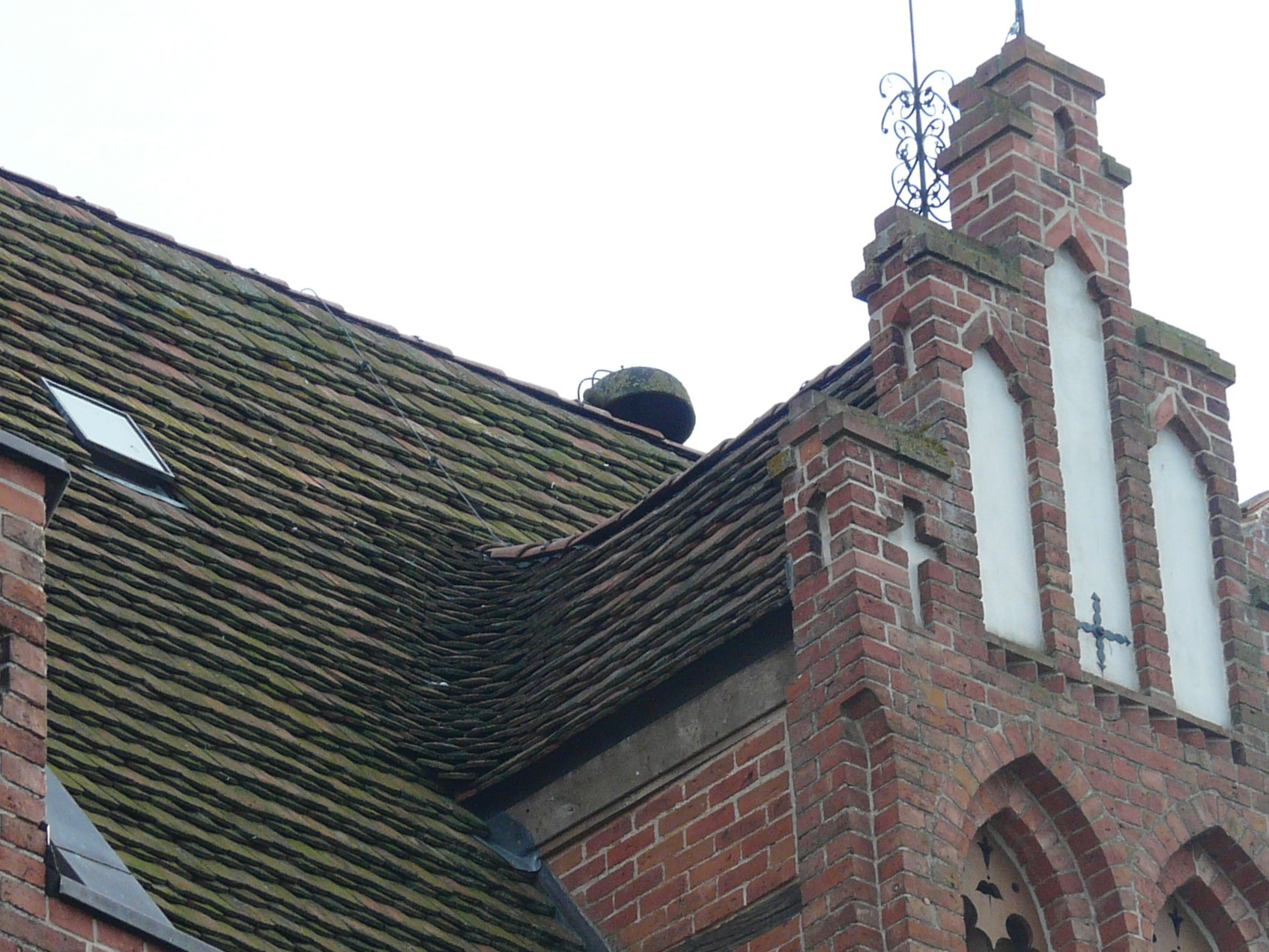
Uhrschelle auf dem Turmdach

O König der Herrlichkeit, Christus, komm mit Frieden. Im Jahre des Herrn M cccCCiiii
Auf der Flanke ein unbekanntes Gießerzeichen.
Auf dem Wolm zwei Rundstege.
Turmuhr
Westlich neben dem Glockenstuhl befindet sich in einem Turmuhrengehäuse die Turmuhr. Über Diese ist nur kaum etwas bekannt. Sie besteht aus einem Laufwerk und einem Schlossscheibenschlagwerk. Das Schlagwerk ist mit zwei Schlaghämmern verbunden, welche auf einer eisernen Uhrschelle auf dem Turmdach befestigt wurden. Seit einigen Jahren stehen die Turmuhr sowie auch die Uhrschelle still.

## Pastoren
Namen und Jahreszahlen bezeichnen die nachweisbare Erwähnung als Pastor.
- 1455 0000 Hinrik Putlist
- 1479 0000 Hinrich Mögekop
- 1487 0000 Hermann Schröder
- 1502 0000 Heinrich Schult, Dionysius Bolte
- 1509 0000 Heinrich Punt
- 1534 0000 Heinrich Stampe
- 1547 0000 Caspar Ploder, Isaak Leonisius
- 1588 0000 Nikolaus Wiggert
- 1596 0000  Georg Langermann
- 1632–1686 Christian Taumann
- 1687–1692 Johann Heinrich Böhm
- 1693–1741 Andreas Höfer
- 1742–1763 Christin Friedrich Wilhelm Fritze
- 1764–1813 Christian Ludwig Klotz (vorher beim Großherzog Friedrich Franz I. tätig)
- 1814 0000 Johann Matthias Wilhelm Kleiminger
- 1815–1818 Ernst Heinrich Weinhart
- 1819–1827 Carl Heinrich Fürchtegott Müller
- 1827–1857 Franz Johann Daniel Frese
- 1876–1890 Rudolf Alex Vietense
- 1891 0000 Paul Albert Wilhelm Greve

## Heutige Kirchengemeinde
Zur Evangelisch-lutherischen Kirchengemeinde Brüel gehören die Ortsteile: Blankenberg, Brüel (Kirche), Friedrichswalde, Golchen, Gustävel, Häven, Holzendorf (Kirche), Kaarz, Keez, Klein Jarchow, Kuhlen, Langen Jarchow, Müsselmow (Kirche), Necheln, Nutteln, Penzin (Kirche), Schönlage, Tempzin (Kirche), Thurow, Weberin, Weiße Krug, Wendorf, Wipersdorf, Zahrensdorf und Zaschendorf (Kirche).

### Gedruckte Quellen
- Mecklenburgisches Urkundenbuch (MUB)
- Mecklenburgisches Jahrbuch (MJB)

### Ungedruckte Quellen
- Landeskirchliches Archiv Schwerin (LKAS)
  - LKAS, OKR Schwerin, Specialia Abt. 1 Nr. 89 Brüel. 016 Hebungen 1794–1795, 027 Verleihung der Kirchen- und Armenhausgelder (Kohlhans'sche Stiftung) 1783–1925, 030–032 Verpachtung Kirchenacker und Kirchenländereien 1813–1983, 039 Kirchenwald 1952–1982, 045 Auszahlung von Strafgeldern an die Kirchenkasse 1783, 056–057 Bauten und Reparaturen an der Kirche und geistlichen Bauten 1764–1842, 058 Prozesse der Brüelschen Kirche gegen den Magistrat 1829–1832, 073 Begräbnis adliger Familien in der Kirche, Glockenläuten und Gebühren bei der Beisetzung 1773–1793.
  - LKAS, OKR Schwerin, Landessuperintendentur Rostock, Nr. 043a Bausachen und Orgel 1746–1776.
  - LKAS, OKR Schwerin, Landessuperintendentur Wismar, Bauten, Orgel, Glocke, Pfarrhaus 1876, 1950–1976.
  - LKAS, OKR Schwerin, Patronatsbauten 1923–1949.